# Thomas Gayford
Thomas Franklin Gayford –conocido como Tom Gayford– (Toronto, 21 de noviembre de 1928) es un jinete canadiense que compitió en la modalidad de salto ecuestre.
Participó en tres Juegos Olímpicos de Verano, obteniendo una medalla de oro en México 1968 en la prueba por equipos. Ganó tres medallas en los Juegos Panamericanos entre los años 1959 y 1971.

## Palmarés internacional
| Juegos Olímpicos     | Juegos Olímpicos          | Juegos Olímpicos  | Juegos Olímpicos |
| Año                  | Lugar                     | Medalla           | Categoría        |
| -------------------- | ------------------------- | ----------------- | ---------------- |
| 1968                 | Ciudad de México (México) | Medalla de oro    | Por equipos      |
| Juegos Panamericanos |                           |                   |                  |
| Año                  | Lugar                     | Medalla           | Categoría        |
| 1959                 | Chicago (Estados Unidos)  | Medalla de oro    | Por equipos      |
| 1967                 | Winnipeg (Canadá)         | Medalla de bronce | Por equipos      |
| 1971                 | Cali (Colombia)           | Medalla de oro    | Por equipos      |